# ヴォロコラムスク
座標: 北緯56度02分 東経35度57分 / 北緯56.033度 東経35.950度

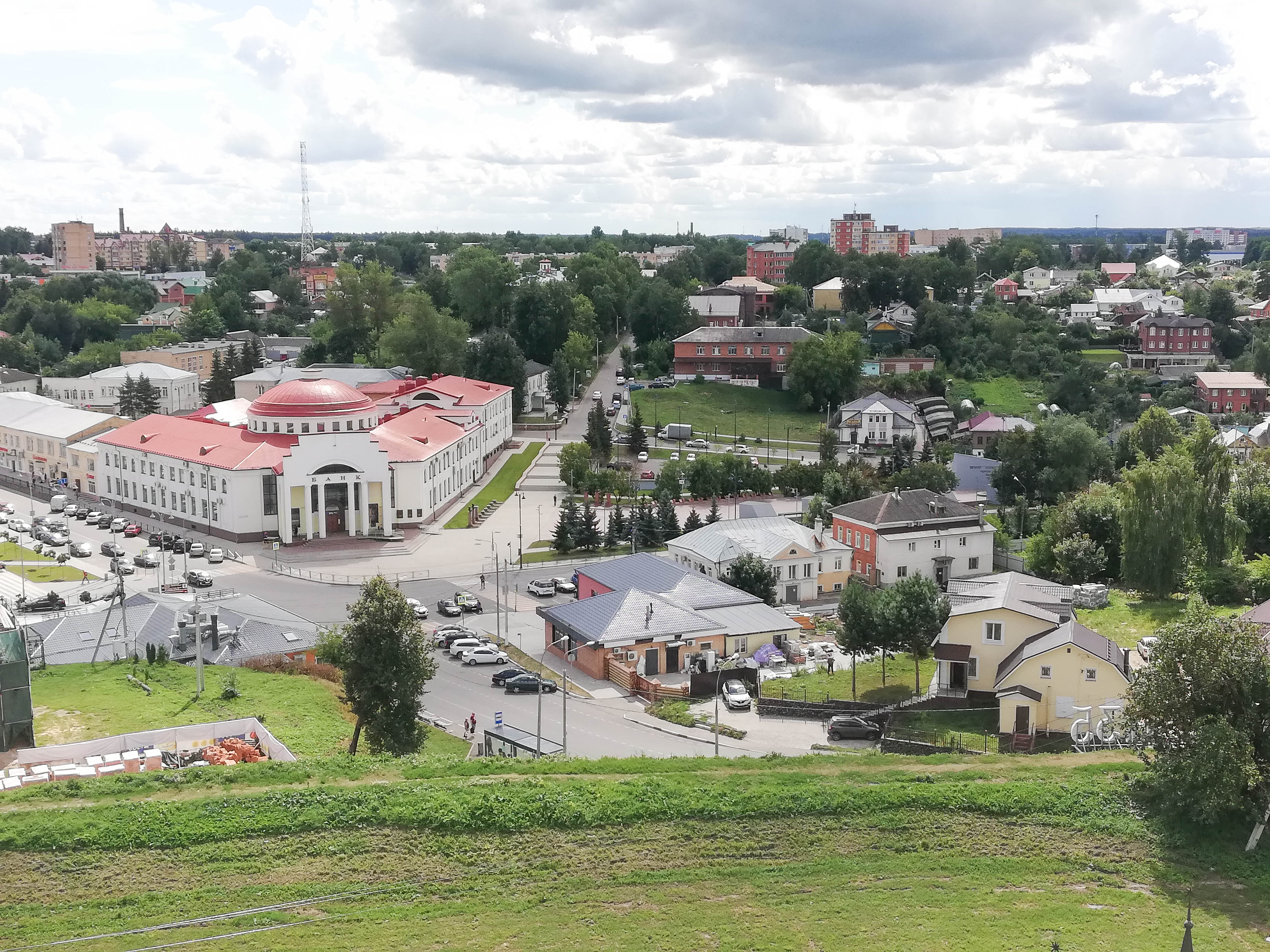

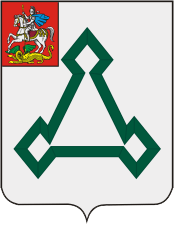
ヴォロコラムスクの紋章

ヴォロコラムスク（ヴォロコラームスク、ロシア語: Волокола́мск、ラテン文字表記の例: Volokolamsk）は、ロシア連邦のモスクワ州にある町。人口は2万6389人（2021年）。モスクワから北西へ129キロメートル。ヴォロコラムスキー地区の行政中心地でもある。ゴロデンカ川に沿っており、ラーマ川との合流点からはさほど遠くない。ラーマ川はショーシャ川の支流で、ショーシャ川はヴォルガ川に合流している。

## 歴史

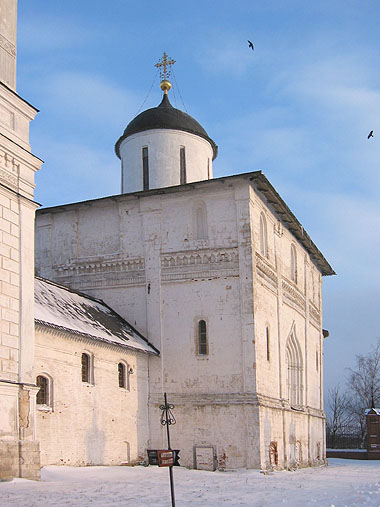
復活大聖堂、1460年代に建てられた、大理石でできた聖堂建築としては末期のもの

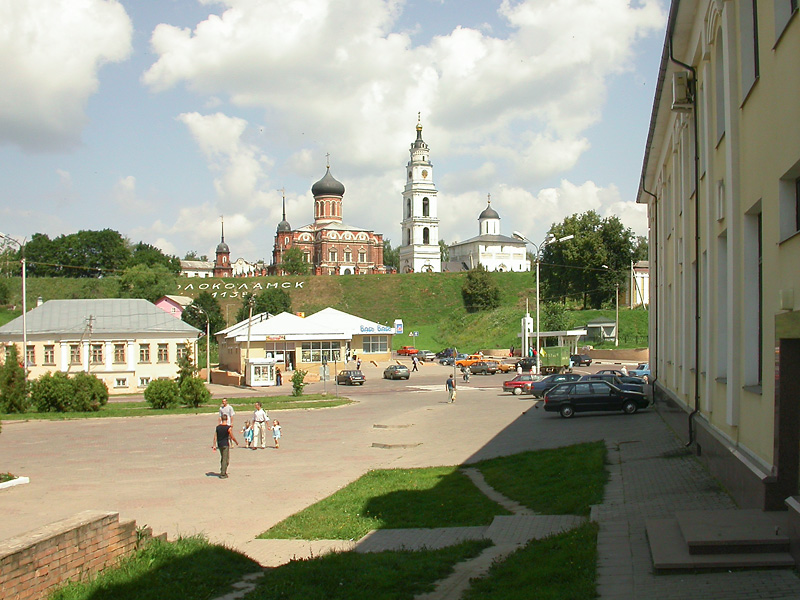
ヴォロコラムスクのクレムリ（城塞）

ヴォロコラムスクは、ヴォスクレセンスク年代記の1135年の条ではじめて記録に登場している。ラーマ川はヴォルガ川の上流とモスクワ川を結ぶ内陸水路であり、ヴォロコラムスクはラーマ川とモスクワ川の間の丘を越える5キロメートルほどの連水陸路（ヴォロク、Волок）の上に、ノヴゴロドの商人が建設した町であった。ノヴゴロド商人はラーマ川からこの丘を越えて船を運んでモスクワ川へ下ろし、モスクワやリャザンへ荷を運んでいた。ヴォロコラムスクという地名は、ラーマ川の連水陸路（ヴォロク）の町であることに由来する。1398年まで、ヴォロコラムスクはノヴゴロド共和国の最南端の飛び地であった。
1178年、ヴォロコラムスクはフセヴォロド3世（大巣公）により襲われ火を放たれ、ウラジーミル・スーズダリ大公国へと編入されたが、大巣公の息子であるヤロスラフ2世は1231年にヴォロコラムスクをノヴゴロドへ返還した。1237年のモンゴルのロシア襲来後、町は二分され、それぞれノヴゴロド共和国とウラジーミル大公国に属するようになった。1273年にはトヴェリ公国軍が包囲したが、占領に失敗した。
14世紀前半にウラジーミル大公となったモスクワ公イヴァン1世は、ヴォロコラムスクのうち自分の持分を、大貴族（ボヤーレ）のロジオン・ネストロヴィチに与えた。ネストロヴィチは、当時ノヴゴロドからヴォロコラムスクのもう半分を奪っていたので、ヴォロコラムスクは全て彼のものとなった。1345年、モスクワ大公セミョーンはヴォロコラムスクを、義理の父であるスモレンスク公に贈った。スモレンスク公国の支配下のヴォロコラムスクでは、1371年にリトアニア大公アルギルダスによる包囲戦が起こったが、3ヶ月にわたる包囲に耐え抜きリトアニア軍は退却した。1383年、セルプホフ公ウラジーミルはトクタミシュ・ハンをヴォロコラムスク近郊で破っている。その後すぐにヴォロコラムスクをノヴゴロドが奪い返した。
1398年、モスクワ大公ヴァシーリー1世はついにヴォロコラムスクをモスクワ大公国へと編入した。その10年後、モスクワを占領したリトアニア大公シュヴィトリガイラ（Švitrigaila）へと与えられた。ヴォロコラムスクはノヴゴロド共和国とのつながりやハンザ同盟との交易を失い、衰退へと向かい、以後半世紀ほど文献記録には登場しなくなる。1462年、ヴォロコラムスクはイヴァン3世から弟の一人へと与えられ、分領公の首都となった。最初のヴォロコラムスク公は、一つのドームのある大理石造りの復活大聖堂を築いたが、これは現存している。ヴォロコラムスク公の一人でスターリツァ公でもあったアンドレイ・イヴァノヴィチは、1535年にヴャズミンスキー修道院にドームが三つある生神女誕生大聖堂を建てている。

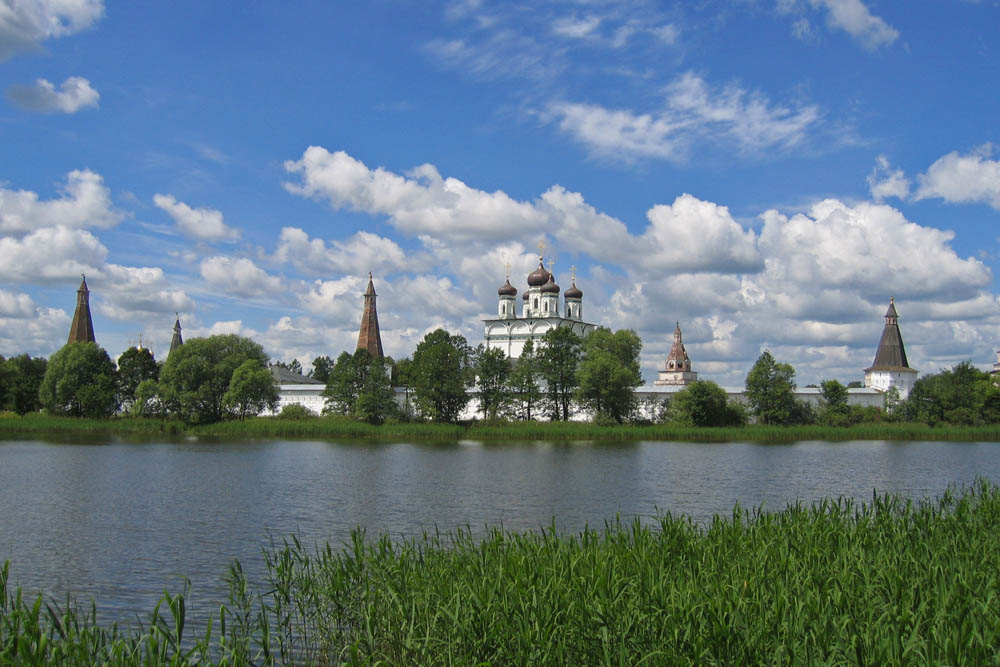
ヨシフ＝ヴォロコラムスク修道院

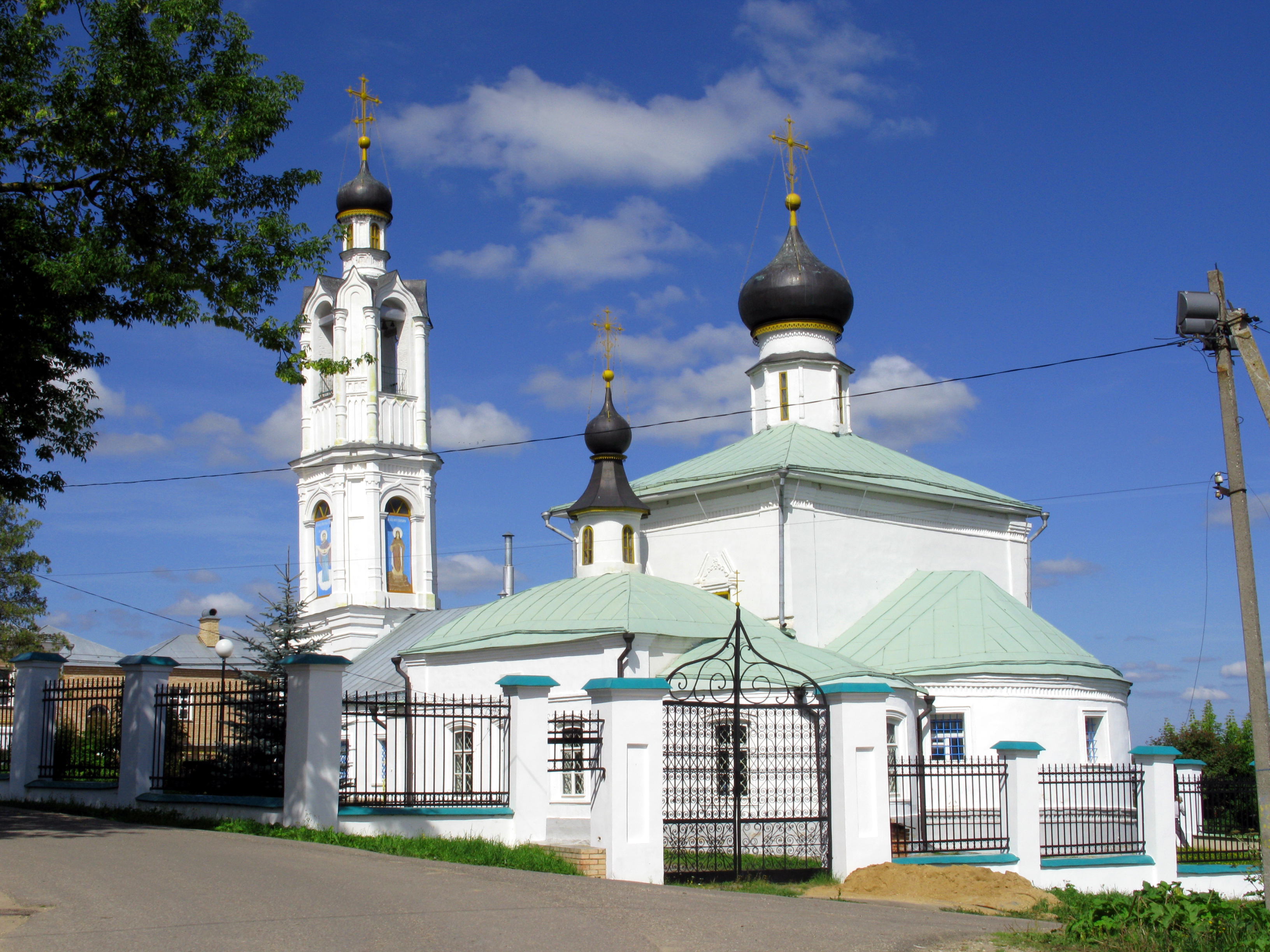
生神女庇護聖堂

大動乱のさなかの1613年、ポーランド王ジグムント3世ヴァーザ率いる軍にヴォロコラムスクは包囲され、勇敢に戦ったものの荒廃した。現在の市の紋章には城壁が描かれているが、この戦いに由来している。この時期には、ヴォロコラムスクは17キロメートル北西にあるヨシフ＝ヴォロコラムスク修道院の付属の町となっていた。1781年にはヴォロコラムスクは市の地位を得て、新古典主義的な都市計画も行われた。19世紀には工場建設や近郊の農産物の集散が盛んに行われ、20世紀初頭には近くにモスクワ・リガ間の鉄道本線も通るようになっている。
1905年のロシア第一革命では、繊維工場が集中するヴォロコラムスクは大規模な労働運動の中心となった。1917年10月末、十月革命が起こるとヴォロコラムスクにもソヴィエトが成立した。1941年からの大祖国戦争（独ソ戦）ではパルチザンがヴォロコラムスク周辺でドイツ軍と戦っている。ドイツ軍は1941年10月27日から12月30日までヴォロコラムスクを占領した。大戦で破壊されたヴォロコラムスクは1950年代に復興し、1960年代には周囲の農村を併合している。

## 産業
今日のヴォロコラムスクは産業都市であり、繊維工業のほかに食品、建材などの工場が立地する。2006年には3Mの化学製品工場も建てられた。モスクワ・リガ間を結ぶロシア連邦道路M9が通る。

## 観光
- 復活大聖堂（15世紀）
- 生神女誕生大聖堂（1535年）
- 生神女庇護聖堂（1695年）
- 聖ニコライ聖堂（1864年）
- ヨシフ＝ヴォロコラムスク修道院（16世紀-17世紀）

## 姉妹都市
- ポジャレヴァツ、セルビア共和国(2013年)